# Бутковы
Бутковы — древний русский дворянский род.
Восходит к концу XVI века и записан в VI часть родословной книги Воронежской губернии, но герольдией Правительственного сената не утвержден.
Нет достоверных данных, происходят ли от Якова Буткова, родоначальника воронежских дворян, два брата, Григорий и Пётр Бутковы, имевшие сыновей: Михаила Григорьевича (1765—1861), управляющего переселенцами в Бессарабии; Петра Григорьевича (1775—1857) — русского историка, академика Петербургской академии наук; Ивана Петровича (1782—1855), доктора медицины и хирургии. Сын Петра Григорьевича — Владимир Петрович (1820—1881) — российский государственный деятель, имя которого связано с судебной реформой 1864 года.

## Описание герба
В лазуревом щите серебряный пояс, обременённый тремя чёрными пулями, сопровождаемый над и под поясом двумя серебряными стрелами вправо и влево.
На щите дворянский коронованный шлем. Нашлемник: пять страусовых перьев: среднее — лазуревое, второе и четвёртое — серебряные, крайние — чёрные. Намёт на щите справа лазуревый, слева чёрный, подложенный серебром. Девиз: «ЧЕСТЬ И САМООТВЕРЖЕНИЕ» серебряными буквами на лазуревой ленте.